# Johann Christian Ravit

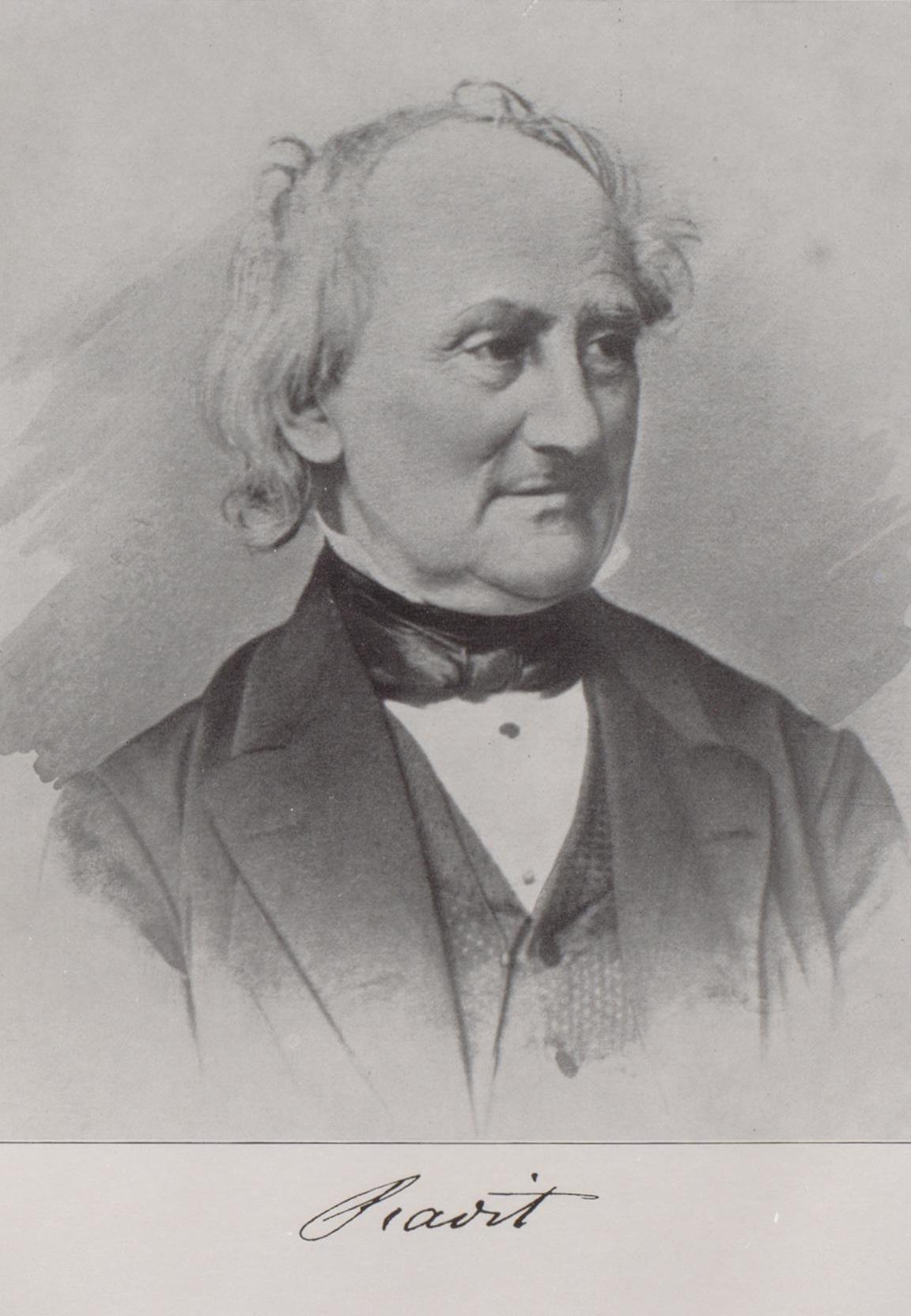
Johann Christian Ravit

Johann Christian Ravit (* 16. August 1806 in Schleswig; † 9. September 1868 ebenda) war ein deutscher Hochschullehrer, Politiker und Bankier.

## Leben
Johann Christian Ravit war der Sohn des Kammerrats und Klosterschreibers Johann Anton Ravit in Preetz und dessen Frau Dorothea. Er besuchte das Gymnasium in Plön und bis Michaelis 1826 das Katharineum zu Lübeck. Ab dem Wintersemester 1826/27 studierte er Rechts- und Staatswissenschaften in Kiel, Heidelberg und Jena. 1831 legte er in Schleswig die juristische Staatsprüfung ab und trat zunächst als Volontär an der königlichen Rentkammer in Kopenhagen in dänische Staatsdienste. Er stieg bis zum Bürochef und wirklichen Kammerrat auf. Im Jahr 1842 wurde er ordentlicher Professor der Nationalökonomie und Statistik an der Kieler Universität, wo er 1843 mit dem Titel eines Dr. phil. h. c. ausgezeichnet wurde. 1845 wurde er zugleich Administrator der königlichen Schulbuchdruckerei in Kiel.
Im Januar 1848 wurde er von der Universität Kiel als Abgeordneter in die Holsteinische Ständeversammlung entsandt. In der Schleswig-Holsteinischen Erhebung trat diese gemeinsam mit der Schleswigschen Ständeversammlung als Vereinigte Ständeversammlung zusammen. Bei den Wahlen zur konstituierenden Schleswig-Holsteinischen Landesversammlung wurde Ravit im 23. holsteinischen Wahlbezirk (Preetz) zum Abgeordneten gewählt.
Nach dem Ende der Schleswig-Holsteinischen Erhebung wurde Ravit 1851 von der dänischen Regierung aus seinen Ämtern entlassen. Er zog nach Hamburg um und war dort 1854 Gründer der Hamburg-Bremer Feuerversicherungsgesellschaft. Bei den Wahlen zur Holsteinischen Ständeversammlung 1853 wurde Johann Schweffel III. als Mitglied und Ravit als Stellvertreter gewählt. Schweffel verzichtete auf die Teilnahme am Landtag und Ravit nahm erneut als Abgeordneter teil. Die Rechtmäßigkeit der Wahl wurde jedoch in der konstituierenden Sitzung des Provinziallandtags mehrheitlich verneint und das Mandat erlosch. Er war Direktor der Altona-Kieler Eisenbahn.
1856 wurde er erster Direktor der Mitteldeutschen Creditbank in Meiningen. Nach einem Jahr verließ er die Bank und gründete in Oldenburg erneut ein Kreditinstitut. Nach dem Tode seiner Frau Rasmine Catharine, geborene Antoni, zog er 1861 nach Lübeck.

## Werke
- (Beteiligt): Staats- und Erbrecht des Herzogthums Schleswig: Kritik des Commissionsbedenkens über die Successionsverhältnisse des Herzogthums Schleswig, Perthes-Besser & Mauke, Hamburg 1846.
- (Mitherausgeber) Sammlung der wichtigsten Urkunden, welche auf das Staatsrecht der Herzogthümer Schleswig und Holstein Bezug haben. Kiel 1847.
- (Hrsg.): Jahrbücher der Gesetzgebung und Verwaltung der Herzogthümer Schleswig-Holstein und Lauenburg. Mohr, Kiel 1845–1848 (Digitalisat).
- (Hrsg.): Staatshandbuch für Schleswig-Holstein. Exped. d. Mercur's, Altona 1849.
- Archiv staatswissenschaftlicher Abhandlungen. Lübeck 1862–1863.
- Ueber unsere Münzzustände. Schröder & Comp. Kiel 1848.
- Der Civilstaatsdienst in den Herzogthümern Schleswig-Holstein. Schröder, Kiel 1852.
- Die progressive Einkommensteuer. Aschenfeldt, Lübeck 1862.
- Beiträge zur Lehre vom Gelde. Lübeck 1862 (Archiv staatswissenschaftlicher Abhandlungen; 1,1).
- Untersuchungen über die Staatssuccession im Herzogthum Lauenburg. Homann, Kiel 1864.
- Die Steuern in Schleswig-Holstein und das Preußische Steuersystem. Nolte, Hamburg 1867.